# جاك هوي
جاك هوي (بالإنجليزية: Jack Hoey) هو لاعب كرة قاعدة أمريكي، ولد في 10 نوفمبر 1881 في وترتاون في الولايات المتحدة، وتوفي في 14 نوفمبر 1947 في واتربوري في الولايات المتحدة.